# Jehuda Lejbel ben Meir Aszkenazy
Jehuda Lejbel ben Meir Aszkenazy (zm. 1597 w Lublinie) – żydowski uczony i znawca Talmudu, związany z Lublinem. 
Został pochowany na starym cmentarzu żydowskim w Lublinie, gdzie do dziś zachował się jego grób.